# 5736 Sanford
5736 Sanford (1989 LW) là một tiểu hành tinh vành đai chính được Eleanor F. Helin phát hiện vào ngày 6 tháng 6, năm 1989 tạo Đài thiên văn Palomar.